# 歩兵第14連隊
歩兵第14連隊（ほへいだい14れんたい、歩兵第十四聯隊）は、大日本帝国陸軍の連隊のひとつ。

## 沿革
- 1875年（明治8年）4月1日 - 第26大隊を基幹に改編。二個大隊を基幹とし小倉に編成。

9月9日 - 軍旗拝受
- 1876年（明治9年）

4月 - 第3大隊福岡に編成の令あり、4月3日小倉を発し6月福岡城内に入る。
10月 - 秋月の乱・萩の乱に出動
- 1877年（明治10年） - 西南戦争に従軍、2月に軍旗が賊軍に奪取される

3月28日 - 福岡の変勃発。第3大隊後備の1個小隊、輜重兵・海軍軍楽隊・警官隊とともに暴徒を鎮圧
7月9日 - 第1大隊第2中隊、熊本より福岡へ分遣
- 1878年（明治11年）

1月21日 - 再び軍旗拝受
3月5日 - 第3大隊、福岡より小倉に移転
- 1879年（明治12年）7月9日 - 第2大隊の第3及び第4中隊、福岡に分遣
- 1881年（明治14年）6月 - 第2大隊、小倉に帰還。代わって第1大隊福岡に分遣。
- 1882年（明治15年） - 第2大隊、壬午事変に出動。その他の部隊にも動員命令下るが事変解決により解除
- 1888年（明治21年） - 第6師団が創設され隷下に入る
- 1894年（明治27年） - 日清戦争に従軍
- 1898年（明治31年） - 第6師団から第12師団に所属変更
- 1904年（明治37年） - 日露戦争に従軍
- 1928年（昭和3年）11月 - 小倉勝山城に小倉陸軍造兵廠建設のため北方兵営に移駐
- 1932年（昭和7年） - 第一次上海事変に出動
- 1936年（昭和11年）4月 - 満州東寧駐剳、治安戦に従事
- 1941年（昭和16年）

東満総省鶏寧県滴道に移動
7月 - 第12師団から第25師団に所属変更
- 1944年（昭和19年） - 第3大隊主力をサイパンに派遣
- 1945年（昭和20年）3月15日 - 本土決戦部隊として内地転用が決定される

3月下旬 - 満州を出発、輸送力の低下により移動は困難であった
4月上旬 - 宮崎県小林に移駐完了、防御陣地の構築と訓練を開始
8月15日 - 終戦
8月22日 - 軍旗奉焼
9月 - 降伏文書に基づき武装解除

## 本連隊の軍旗
1877年（明治10年）2月15日に西郷隆盛が率いる薩軍が鹿児島を出発して西南戦争が勃発した。この時点で九州に所在する官軍部隊は、熊本の歩兵第13連隊・小倉の歩兵第14連隊（本連隊。連隊長心得：乃木希典歩兵少佐）の2個連隊のみであった。熊本鎮台司令長官の谷干城少将は、第14連隊に熊本城に強行入城することを命じた。熊本に急行した本連隊は、2月22日、田原坂を越えた地点にある植木で優勢な薩軍の迎撃を受け、乃木連隊長心得は衆寡敵せずと判断して兵を引いたが、この際に薩軍に軍旗を奪われた。
1878年（明治11年）1月、本連隊は新たな軍旗を拝受した。その直後に、薩軍に奪取されていた本連隊の軍旗（旧）が発見され、陸軍省に届けられたものの、陸軍省では処置に困り、木箱に納めて倉庫に保管した。この歩兵第14連隊軍旗（旧）の存在はその後忘れられていたが、1925年（大正14年）7月、陸軍省大臣官房に勤務していた国分新七郎歩兵中尉（陸士28期・陸大35期、最終階級は陸軍中将、第46師団長として昭和20年の敗戦を迎えた）が倉庫を整理中に発見した。ただし、国分が発見した歩兵第14連隊軍旗（旧）がその後どうなったかは不明。
秦郁彦は、1945年（昭和20年）の敗戦の際に現存していた約300旒の軍旗は奉焼されるなどして失われ、完全な形で現存する軍旗は1旒（歩兵第321連隊軍旗）のみであり、仮に歩兵第14連隊軍旗（旧）が現存しているとすれば価値が大きい、という旨を述べている。

## 歴代連隊長
| 代 | 氏名       | 在任期間                | 備考               |
| -- | ---------- | ----------------------- | ------------------ |
| 1  | 山田頴太郎 | 1875.4.1 -              | 少佐・心得         |
| 2  | 乃木希典   | 1875.12.4 -             | 少佐・心得         |
| 3  | 奥保鞏     | 1877.4.20 -             | 少佐・心得         |
| 4  | 奥保鞏     | 1878.12.9 -             | 中佐               |
| 5  | 茨木惟昭   | 1879.4.7 -              |                    |
| 6  | 保科正敬   | 1883.2.6 -              |                    |
| 7  | 友田美喬   | 1883.7.4 -              | 中佐               |
| 8  | 川崎宗則   | 1886.5.27 -             | 中佐               |
| 9  | 三巻義弘   | 1888.3.10 -             | 中佐               |
| 10 | 益満邦介   | 1891.4.11 -             | 中佐、1894.12.大佐 |
| 11 | 粟飯原常世 | 1896.9.25 -             |                    |
| 12 | 今村信敬   | 1897.12.9 - 1904.12.1   | 中佐、1901.1.大佐  |
| 13 | 竹下平作   | 1904.12.4 - 1907.2.13   | 中佐               |
| 14 | 菊地主殿   | 1907.2.13 - 1909.11.30  |                    |
| 15 | 宇宿行輔   | 1909.11.30 - 1910.11.30 |                    |
| 16 | 東郷辰二郎 | 1910.11.30 - 1913.4.16  |                    |
| 17 | 森邦武     | 1913.4.16 - 1914.5.11   |                    |
| 18 | 高橋喜惣   | 1914.5.11 - 1916.1.12   |                    |
| 19 | 井沢岩平   | 1916.1.12 - 1917.8.6    |                    |
| 20 | 高橋直武   | 1917.8.6 -              |                    |
| 21 | 福留亀太郎 | 1921.6.28 - 1922.8.15   |                    |
| 22 | 土方清     | 1922.8.15 -             |                    |
| 23 | 嶋永太郎   | 1925.12.2 -             |                    |
| 24 | 金子規     | 1927.3.5 -              |                    |
| 25 | 一色留次郎 | 1928.8.10 -             |                    |
| 26 | 三宅俊雄   | 1930.8.1 -              |                    |
| 27 | 栗田小三郎 | 1931.8.1 -              |                    |
| 28 | 柳下重治   | 1933.8.1 -              |                    |
| 29 | 今村勝次   | 1934.8.1 -              |                    |
| 30 | 鈴木貞一   | 1936.8.1 -              |                    |
| 31 | 津田美武   | 1937.11.1 -             |                    |
| 32 | 外立岩治   | 1939.8.1 -              |                    |
| 33 | 桑折勝四郎 | 1941.8.1 -              |                    |
| 末 | 鎌浦留次   | 1944.3.1 -              |                    |